# Masterplan
Masterplan är ett tyskt power metal-band som släppte sitt första album i januari 2003. Bandet bildades i augusti 2001 när Uli Kusch och Roland Grapow lämnade Helloween efter att de inte hade kemi med resten av bandet, nu startade de Masterplan och i originaluppsättning ingick även Jan S. Eckert, Axel Mackenrott samt sångaren Jørn Lande som kallas Jorn.
Under låtskrivarprocessen till deras tredje album slutade Jørn Lande i bandet, eftersom han inte hade samma musikaliska ambitioner som resten av bandet. I oktober 2006 lämnade även trummisen Uli Kusch bandet. Strax därefter presenterades bandets två nya medlemmar, trummisen Mike Terrana (tidigare Yngwie Malmsteen och Rage bl.a.) och sångaren Mike DiMeo. 
11 januari 2009 bekräftade Mike DiMeo på sin MySpace-sida att han hade lämnat Masterplan. Den 25 juli 2009 bekräftade Masterplan att Jørn Lande har kommit tillbaka till bandet och att de har skrivit klart sin fjärde skiva Time To Be King som kommer att släppas den 16 april 2010.

## Medlemmar
Nuvarande medlemmar
- Roland Grapow – gitarr (2001– )
- Axel Mackenrott – keyboard (2002– )
- Jari Kainulainen – basgitarr (2012– )
- Rick Altzi – sång (2012– )
- Kevin Kott – trummor (2016– )

Tidigare medlemmar
- Uli Kusch – trummor (2001–2006)
- Janne Warman – keyboard (2001–2002)
- Jørn Lande – sång (2002–2006, 2009–2012)
- Jan-Sören Eckert – basgitarr (2003–2012)
- Mike DiMeo – sång (2007–2009)
- Mike Terrana – trummor (2007–2012)
- Martin "Marthus" Skaroupka – trummor (2012–2016)

Turnerande medlemmar
- Alex Landenburg – trummor (2013)
- Kevin Kott – trummor (2015–2016)

## Diskografi
Studioalbum
- 2003 – Masterplan
- 2005 – Aeronautics
- 2007 – MK II
- 2010 – Time To Be King
- 2013 – Novum Initium
- 2017 – PumpKings

Livealbum
- 2015 – Keep Your Dream aLive

EP
- 2002 – Enlighten Me
- 2004 – Back for My Life
- 2007 – Lost and Gone

Singlar
- 2010 – "Far from the End of the World"
- 2013 – "Keep Your Dream Alive"

Samlingsalbum
- 2009 – Two Originals